# Eremurus thiodanthus
Eremurus thiodanthus là một loài thực vật có hoa trong họ Thích diệp thụ. Loài này được Juz. miêu tả khoa học đầu tiên năm 1951.